# Tentative de coup d'État au Monténégro
Une tentative de coup d'État devant avoir lieu le 16 octobre 2016 à Podgorica, la capitale du Monténégro, le jour des élections législatives, est avortée selon le procureur spécial du Monténégro. En septembre 2017, le procès des personnes inculpées liées au complot a commencé devant la Haute Cour de Podgorica. La liste des inculpés comporte notamment les dirigeants de l'opposition monténégrine et deux ressortissants russes, Edouard Chichmakov et Vladimir Moïssev (opérant sous le pseudonyme Vladimir Popov). Le gouvernement russe nie toute implication.

## Contexte
On pense que ce complot a été conçu comme une tentative en dernier recours de l'opposition pro-russe monténégrine afin d'empêcher l'adhésion du Monténégro à l'OTAN. Le gouvernement russe était farouchement opposé à cette adhésion, et avait menacé le Monténégro de représailles contre une telle éventualité,,,,.

## Arrestations et complot présumé
La veille du 16 octobre 2016, jour des élections législatives au Monténégro, un groupe de 20 citoyens serbes et monténégrins, dont l'ancien chef de la gendarmerie serbe Bratislav Dikić, a été arrêté,. Certains d'entre eux, ainsi que d'autres personnes, dont deux citoyens russes, ont par la suite été officiellement inculpés de tentative de coup d'État par les autorités du Monténégro. Au début de novembre 2016, le procureur spécial du Monténégro pour la criminalité organisée et la corruption, Milivoje Katnić, a déclaré qu'une « organisation puissante », composée d'environ 500 personnes originaires de Russie, de Serbie et du Monténégro, était à l'origine du complot visant à commettre le coup d'État. En février 2017, des responsables monténégrins ont accusé les « structures de l'État » russes d'être à l'origine de la tentative de coup d'État qui aurait envisagé une attaque contre le parlement du pays et l'assassinat du Premier ministre Milo Đukanović,.
Les détails concernant le coup d'État ont été rendus publics fin octobre 2016 par le Premier ministre serbe, Aleksandar Vučić, dont la déclaration publique à ce sujet a souligné le rôle des forces de l'ordre serbes, en particulier de l'Agence de renseignement de sécurité serbe afin de la contrecarrer,. Cette déclaration a été immédiatement suivie par une visite imprévue à Belgrade de Nikolai Patrushev, secrétaire du conseil de sécurité russe.
Selon les déclarations faites en février 2017 par le Premier ministre monténégrin Duško Marković, le gouvernement a reçu des informations définitives sur le coup d’État le 12 octobre 2016, lorsqu'une personne impliquée dans le complot a dévoilé le scénario élaboré par ses soutiens russes. Cette information a également été corroborée par les services de sécurité des pays membres de l'OTAN, qui ont aidé le gouvernement monténégrin à enquêter sur le complot. L'un des inculpés, Predrag Bogićević de Kragujevac, ancien combattant et dirigeant du mouvement Ravna Gora, a déclaré que Saša Sinđelić l'avait informé d'une possible attaque contre les Serbes qui avaient participé à la manifestation du 16 octobre. Bogićević, détenu en Serbie, a déclaré par l'intermédiaire de son avocat qu'il n'y avait eu aucune discussion concernant un coup d'État et aucune mention de Đukanović.
L’Institut russe d’études stratégiques (RISS) basé à Moscou, qui entretient des liens étroits avec le Service russe de renseignements étrangers (SVR), a été cité par les médias comme l’une des organisations impliquées dans la conception du complot du coup d’État. Début novembre 2017, le président russe Vladimir Poutine a limogé le directeur du RISS, Leonid P. Reshetnikov, haut responsable du SVR,.

## Poursuites criminelles et procès
Début juin 2017, la Haute Cour de Podgorica a confirmé l'acte d'accusation de 14 personnes, dont deux Russes et deux leaders de l'opposition monténégrine pro-russes, Andrija Mandić et Milan Knežević (du Front démocratique), accusés de « préparer un complot contre l'ordre constitutionnel et la sécurité du Monténégro » et une « tentative d'acte terroriste ». Des responsables ont affirmé que les conspirateurs avaient prévu de prendre le contrôle du Parlement lors des élections législatives d'octobre 2016, d'assassiner le Premier ministre de l'époque, Milo Đukanović, et d'installer un gouvernement pro-russe afin de mettre un terme à la candidature du Monténégro d'adhésion à l'OTAN. Selon l'accusation, les ordres en question avaient été reçus par Saša Sinđelić, citoyen serbe né en Autriche, qui avait déjà été reconnu coupable de meurtre en Croatie et qui est maintenant témoin à charge,,, de la part d'Edouard Chichmakov (d’abord appelé par les médias Shirokov), qui avait été précédemment expulsé de Pologne après avoir été identifié comme officier des services de renseignements militaires russes.
Le 6 septembre 2017, le procès des personnes inculpées s'est ouvert devant la Haute Cour de Podgorica. Les deux ressortissants russes, Edouard Chichmakov et Vladimir Popov, ont été jugés par contumace. Dans une autre affaire, le 18 octobre 2017, Milan Knežević a été reconnu coupable de voies de fait sur un policier le 17 octobre 2015 et condamné à 7 mois de prison.
À la fin du mois d'octobre 2017, le tribunal a entendu le témoignage de Saša Sinđelić,, qui, entre autres, aurait informé le tribunal qu'il avait appris d'Edouard Chichmakov l'implication de Ramzan Kadyrov, président de la république de Tchétchénie, dans le complot du coup d'État. Fin novembre 2017, le quotidien russe Izvestia a annoncé qu'Andrija Mandić et Milan Knežević avaient envoyé une lettre au ministre russe des Affaires étrangères, Sergueï Lavrov, précisant que Kadyrov figurait dans l'acte d'accusation à compter de la semaine précédente et sollicitant le soutien de la Russie,. La défense a cherché à mettre en doute la crédibilité et la santé mentale du témoin du procureur.
Début juin 2018, le tribunal de Podgorica a entendu le témoignage de Brian Scott, ancien agent de la CIA et directeur général d'une société américaine de gestion des risques : des procureurs l'ont interrogé sur le rôle d'un autre ancien agent de la CIA et collègue de Scott, Joseph Assad, citoyen américain naturalisé, qui est resté au Monténégro à l'automne 2017 et a demandé à fournir une assistance au parti politique du Front démocratique en matière de sécurité et d'évacuation. Scott a déclaré que son entreprise, Strategic Risk Management, avait refusé la demande en raison de rapports faisant état d'un lien entre le Front démocratique et les agents de renseignement russes. En juillet 2018, les procureurs monténégrins ont ouvert une enquête officielle sur le rôle présumé de Joseph Assad dans le complot du coup d'État.
En juillet 2024, la Haute Cour de Pogdorica rend un verdict de relaxe générale au profit de tous les accusés. 

## Conséquences
Le 28 avril 2017, le Parlement du Monténégro a voté par 46 voix contre 0 l'adhésion à l'OTAN, alors que la majorité des partis de l'opposition boycottaient les sessions du Parlement et que des manifestants incendiaient des drapeaux de l'OTAN à l'extérieur. Les tensions entre le Monténégro et la Russie ont continué à s'intensifier par la suite.